# Campionati mondiali juniores di bob 2019
I Campionati mondiali juniores di bob 2019 sono stati la trentatreesima edizione della manifestazione iridata juniores organizzata dalla Federazione Internazionale di Bob e Skeleton; si sono disputati il 2 e il 3 febbraio 2019 a Schönau am Königssee, in Germania, sulla pista Deutsche Post Eisarena Königssee, il tracciato sul quale si svolsero le rassegne iridate juniores del 2003 (per le sole specialità maschili) e del 2009 (anche nel bob a due femminile). La località bavarese ha quindi ospitato le competizioni mondiali di categoria per la terza volta nel bob a due e nel bob a quattro uomini e per la seconda nel bob a due donne.
Come di consueto a partire dalla rassegna di Winterberg 2017, anche in questa edizione vennero conferiti i titoli mondiali juniores riservati alle atlete e agli atleti under 23, con modalità gara nella gara e assegnati tramite una classifica separata.

## Risultati

### Bob a due donne
La gara si è disputata il 2 febbraio 2019 nell'arco di due manches e hanno preso parte alla competizione 16 compagini in rappresentanza di 8 differenti nazioni.
| Pos. | Atlete                          | Nazione  | Tempo   | Distacco |
| ---- | ------------------------------- | -------- | ------- | -------- |
|      | Katrin Beierl Jennifer Onasanya | Austria  | 1'42"24 |          |
|      | Andreea Grecu Teodora Vlad      | Romania  | 1'42"25 | +0"01    |
|      | Kim Kalicki Kira Lipperheide    | Germania | 1'42"48 | +0"24    |
| 4    | Laura Nolte Deborah Levi        | Germania | 1'42"50 | +0"26    |
| 5    | Ying Qing Tan Yinghui           | Cina     | 1'42"80 | +0"56    |
| ...  | ...                             | ...      | ...     | ...      |

### Bob a due uomini
La gara si è disputata il 2 febbraio 2019 nell'arco di due manches e hanno preso parte alla competizione 30 compagini in rappresentanza di 12 differenti nazioni.
| Pos. | Atleti                               | Nazione  | Tempo   | Distacco |
| ---- | ------------------------------------ | -------- | ------- | -------- |
|      | Richard Oelsner Issam Ammour         | Germania | 1'39"71 |          |
|      | Markus Treichl Kilian Walch          | Austria  | 1'39"76 | +0"05    |
|      | Rostislav Gajtjukevič Aleksej Zajcev | Russia   | 1'39"83 | +0"12    |
| 4    | Dennis Pihale Lukas Frytz            | Germania | 1'39"85 | +0"14    |
| 5    | Jonas Jannusch Benedikt Hertel       | Germania | 1'39"96 | +0"25    |
| ...  | ...                                  | ...      | ...     | ...      |

### Bob a quattro uomini
La gara si è disputata il 3 febbraio 2019 nell'arco di due manches e hanno preso parte alla competizione 21 compagini in rappresentanza di 10 differenti nazioni.
| Pos. | Atleti                                                          | Nazione  | Tempo   | Distacco |
| ---- | --------------------------------------------------------------- | -------- | ------- | -------- |
|      | Richard Oelsner Issam Ammour Eric Strauss Costa Laurenz         | Germania | 1'38"36 |          |
|      | Markus Treichl Kilian Walch Sebastian Mitterer Kristian Huber   | Austria  | 1'38"65 | +0"29    |
|      | Michael Vogt Alain Knuser Silvio Weber Sandro Michel            | Svizzera | 1'38"66 | +0"30    |
| 4    | Ivan Linjučev Aleksej Zajcev Vladislav Žarovcev Andrej Kazancev | Russia   | 1'38"74 | +0"38    |
| 5    | Bennet Buchmüller Erec Bruckert Nils Dabrunst Bastian Heber     | Germania | 1'38"79 | +0"43    |
| ...  | ...                                                             | ...      | ...     | ...      |

## Risultati under 23

### Bob a due donne U23
Alla categoria riservata alle atlete under 23 erano iscritte 6 compagini in rappresentanza di 4 differenti nazioni.
| Pos. | Atlete                              | Nazione  | Tempo   | Distacco |
| ---- | ----------------------------------- | -------- | ------- | -------- |
|      | Kim Kalicki Kira Lipperheide        | Germania | 1'42"48 |          |
|      | Laura Nolte Deborah Levi            | Germania | 1'42"50 | +0"02    |
|      | Ying Qing Tan Yinghui               | Cina     | 1'42"80 | +0"32    |
| 4    | Ljubov' Černych Julija Belomestnych | Russia   | 1'43"68 | +1"20    |
| 5    | Melanie Hasler Irina Strebel        | Svizzera | 1'44"65 | +2"17    |
| ...  | ...                                 | ...      | ...     | ...      |

### Bob a due uomini U23
Alla categoria riservata agli atleti under 23 erano iscritte 10 compagini in rappresentanza di 7 differenti nazioni.
| Pos. | Atleti                         | Nazione  | Tempo   | Distacco |
| ---- | ------------------------------ | -------- | ------- | -------- |
|      | Jonas Jannusch Benedikt Hertel | Germania | 1'39"96 |          |
|      | Michael Vogt Sandro Michel     | Svizzera | 1'40"17 | +0"21    |
|      | Mihai Tentea Ciprian Daroczi   | Romania  | 1'40"22 | +0"26    |
| 4    | Sun Kaizhi Shi Hao             | Cina     | 1'40"75 | +0"79    |
| 5    | Ralfs Bērziņš Lauris Kaufmanis | Lettonia | 1'40"88 | +0"92    |
| ...  | ...                            | ...      | ...     | ...      |

### Bob a quattro uomini U23
Alla categoria riservata agli atleti under 23 erano iscritte 3 compagini in rappresentanza di 3 differenti nazioni.
| Pos. | Atleti                                                    | Nazione  | Tempo   | Distacco |
| ---- | --------------------------------------------------------- | -------- | ------- | -------- |
|      | Sun Kaizhi Liu Wei Wu Qingze Wu Zhitao                    | Cina     | 1'39"81 |          |
|      | Mihai Tentea Raul Dobre Ciprian Daroczi Andrei Bugheanu   | Romania  | 1'39"82 | +0"01    |
| DSQ  | Timo Rohner Alexander Crotta Pascal Moser Florian Stacher | Svizzera | -       | -        |

## Medagliere
Il numero di medaglie indicate è la somma di tutte quelle ottenute in entrambe le categorie (under 26 e under 23).
| Posizione | Nazione  | Oro | Argento | Bronzo | Totale |
| --------- | -------- | --- | ------- | ------ | ------ |
| 1         | Germania | 4   | 1       | 1      | 6      |
| 2         | Austria  | 1   | 2       | 0      | 3      |
| 3         | Cina     | 1   | 0       | 1      | 2      |
| 4         | Romania  | 0   | 2       | 1      | 3      |
| 5         | Svizzera | 0   | 1       | 1      | 2      |
| 6         | Russia   | 0   | 0       | 1      | 1      |
| Totale    | Totale   | 6   | 6       | 5      | 17     |